# Djadjiré
Djadjiré (auch: Diadiré) ist ein Weiler im Arrondissement Niamey V der Stadt Niamey in Niger.

## Geographie
Der Weiler befindet sich im Nordwesten des ländlichen Gebiets von Niamey V. Zu den umliegenden Siedlungen zählen die Weiler Kolonsa im Norden, Lamoudé im Osten, Yowaré im Südwesten und Kariel I im Westen.

## Bevölkerung
Bei der Volkszählung 2012 hatte Djadjiré 543 Einwohner, die in 84 Haushalten lebten. Bei der Volkszählung 2001 betrug die Einwohnerzahl 95 in 14 Haushalten.

## Wirtschaft und Infrastruktur
Am Ortsrand von Djadjiré verläuft die 119,5 Kilometer lange und asphaltierte Nationalstraße 6 zwischen dem Stadtzentrum von Niamey und der Staatsgrenze zu Burkina Faso.